# Leipzig

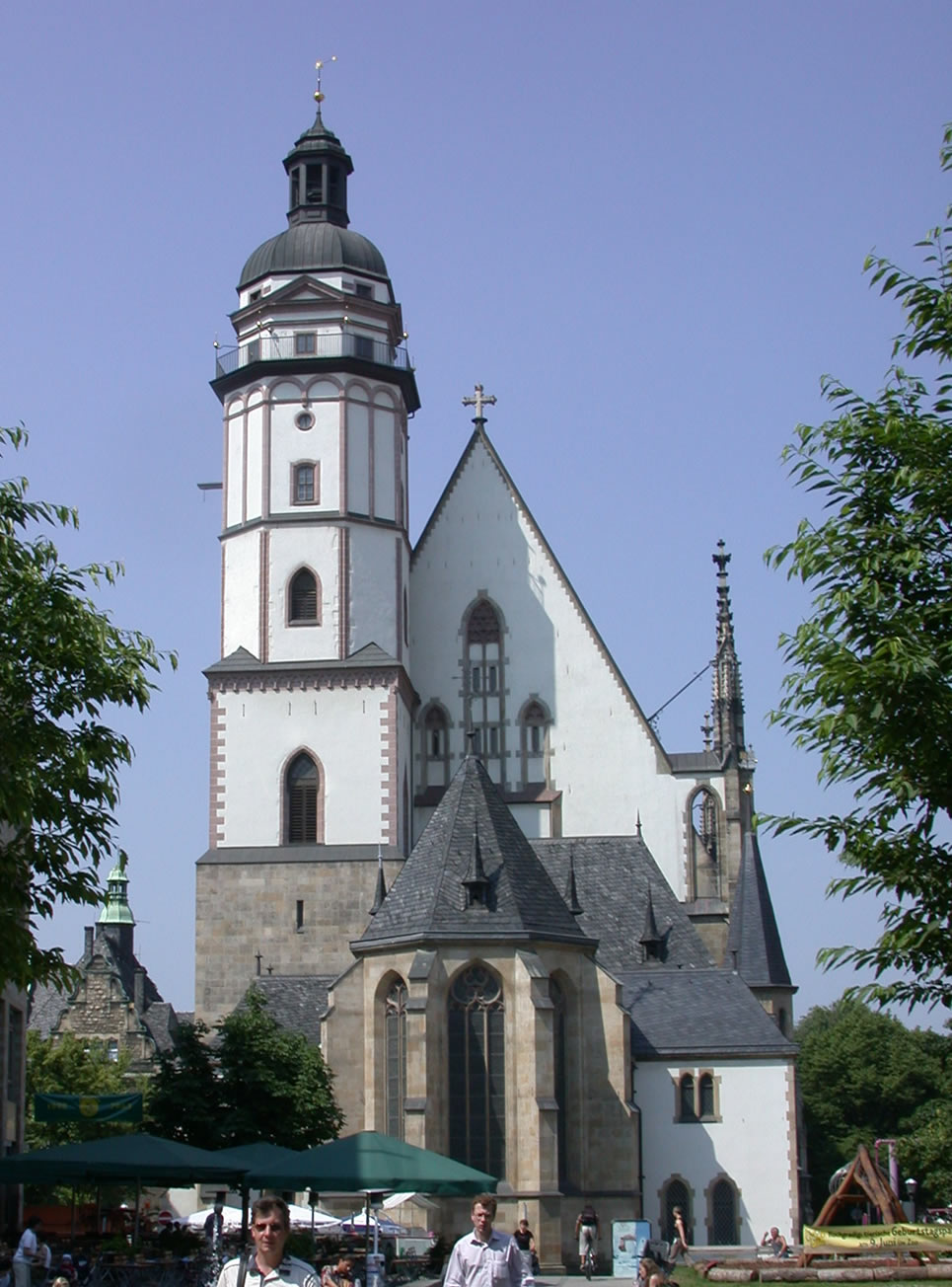
Església de Sant Tomàs de Leipzig. Bach hi fou organista

 Leipzig (?·pàg.) (IPA: [ˈlaɪpt͡siç]) és una ciutat de Saxònia (Alemanya). Amb més de 570.000 habitants és la ciutat més gran de l'estat federat. El seu antic ajuntament és un dels edificis més destacats del Renaixement alemany, i allotja un dels museus històrics més grans d'Alemanya.

## Història
La primera notícia de la ciutat és un document del 1015 que parla d'un assentament eslau, i el 1165 ja té un privilegi de mercat.
A Leipzig hi va treballar i està enterrat el compositor Johann Sebastian Bach, qui a més va ser organista oficial de l'església de Sant Tomàs. Johann Georg Hermann Voigt (1769-1811) i August Mühling (1786-1847) eren successors seus en aquesta funció que, malgrat no ser gaire coneguts, segueixen sent interpretats avui dia. Richard Wagner va néixer a Leipzig el 1813. També en aquesta ciutat hi va treballar Moritz Vogel ensenyant la música per a piano en tots els graus escolars durant molts anys.
El 19 d'octubre de 1813 Leipzig fou testimoni de la primera derrota de Napoleó I a l'anomenada Batalla de les Nacions, en record de la qual fou erigit, el 1911, el Völkerschlachtsdenkmal amb una plataforma amb vista panoràmica a 91 m d'alçada.
A l'església de Sant Nicolau s'hi van celebrar les oracions per la pau, punt de partida de la revolució pacífica de 1989 que va conduir a la reunificació alemanya. Els precs dels dilluns, que després es convertiren en manifestacions pacífiques, obriren la porta a la revolució de la República Democràtica Alemanya.
A l'inici del 1945, Leipzig va ser el teatre d'una sèrie de crims de la fase final, poc abans de la desfeta i la rendició incondicional de la Wehrmacht a la Segona Guerra Mundial. El 12 d'abril 53 presoners alemanys i estrangers van ser morts a la vora de la ciutat, el 13 d'abril 32 arrestats alemanys, francesos, austríacs i txecoslovacs són morts a una caserna de la Wehrmacht i el 18 d'abril almenys 80 presoners del camp de Leipzig-Thekla, una extensió del camp de Buchenwald són cremats vius pels SS, durant la «massacre d'Abtnaundorf».
La Universitat de Leipzig, la segona més antiga d'Alemanya, va ser fundada el 1409 per docents i estudiants alemanys expulsats de la Universitat de Praga. Al voltant d'aquest fet va començar el desenvolupament de la ciutat com a centre del dret alemany i de la indústria editorial. Entre el 1953 i el 1990 aquesta universitat era coneguda amb el nom de Karl-Marx-Universität.
Actualment Leipzig és una important seu firal que atreu professionals de tot Europa. El dret de Fira Imperial li fou atorgat per l'emperador Maximilià I, el qual va ser confirmat el 1507, i, a més, va conferir a la ciutat el dret d'emmagatzematge (Stapelrecht), que obligava als comerciants que hi estaven de pas de posar en venda les seves mercaderies durant uns dies.

Lößnig
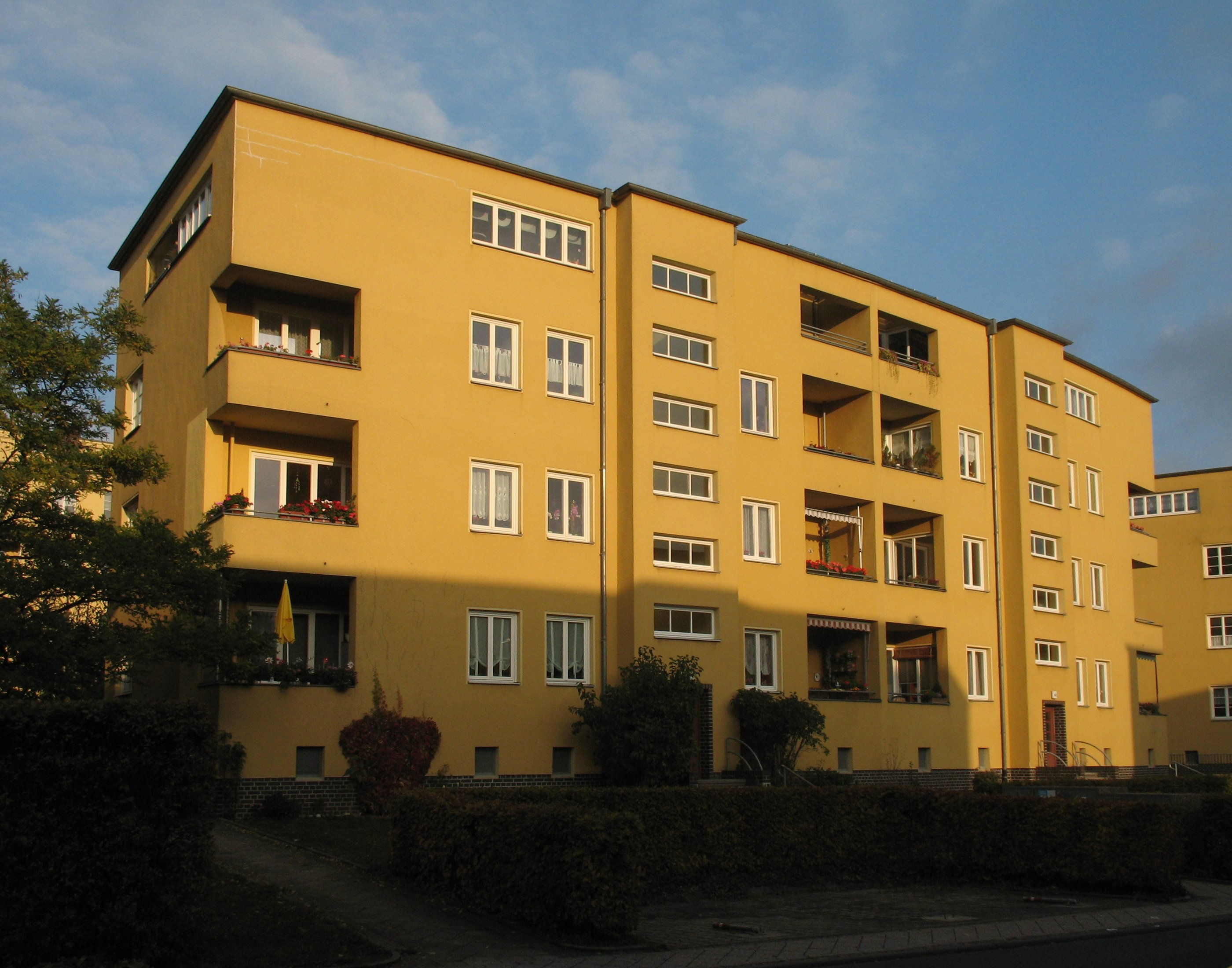
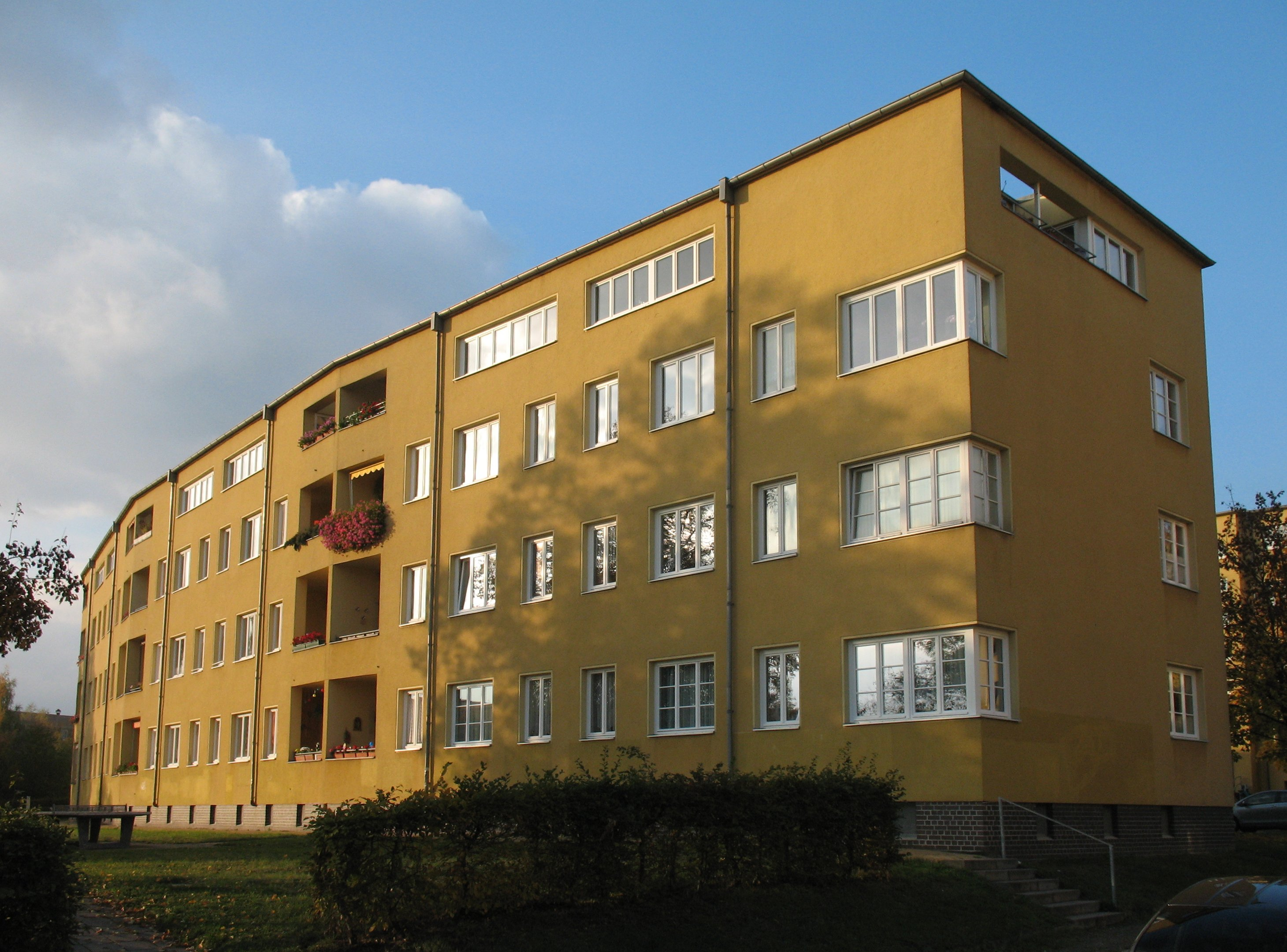
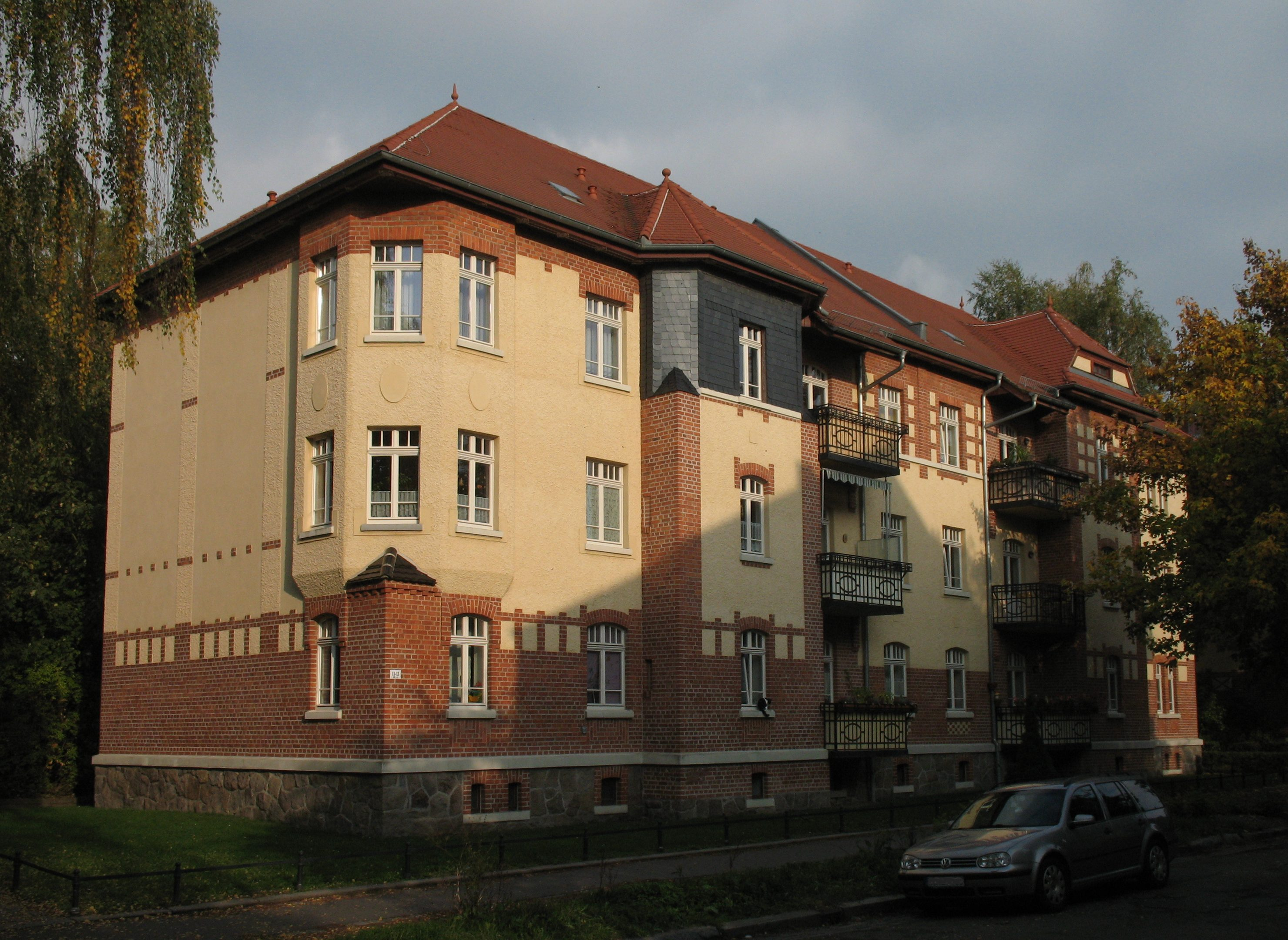
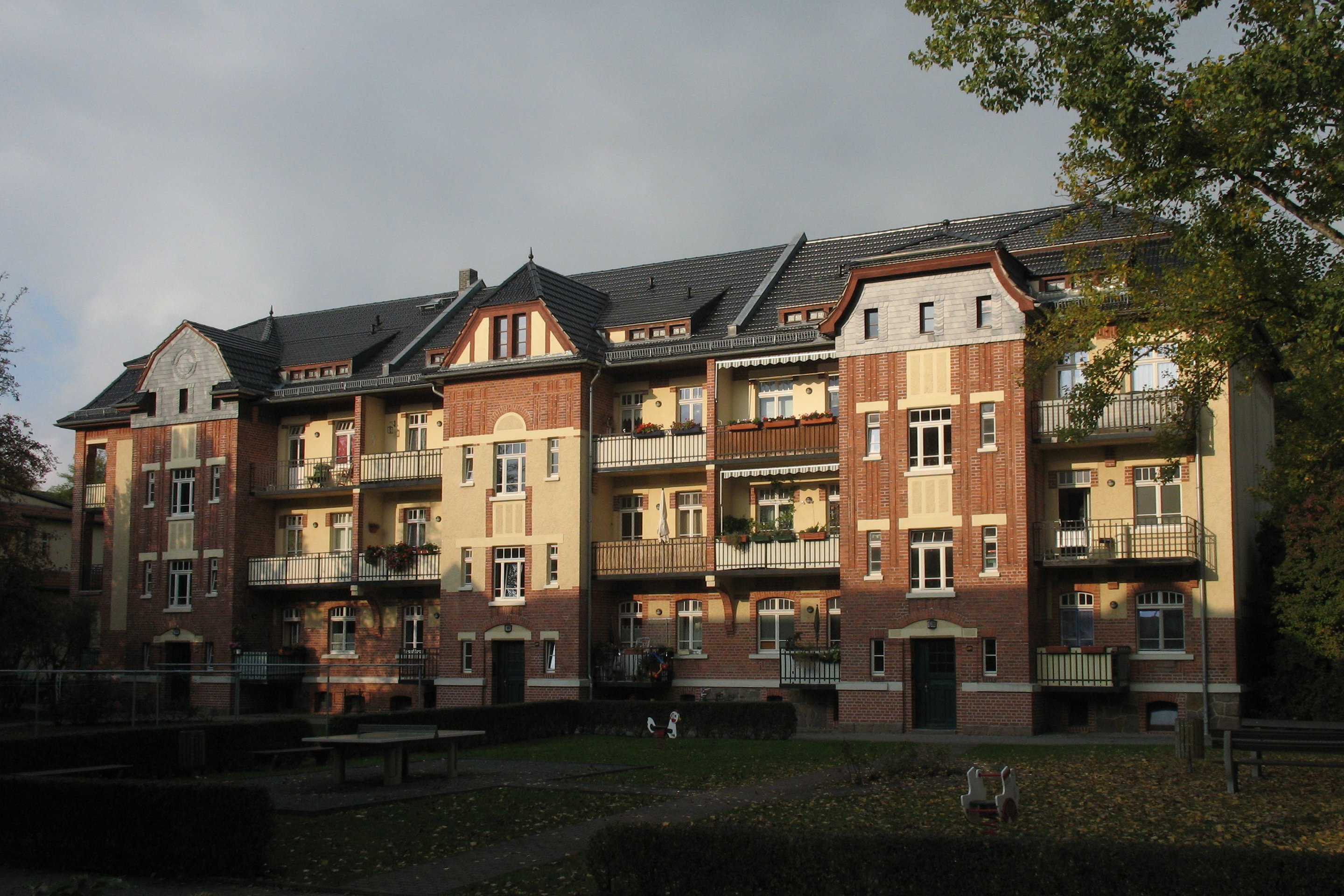
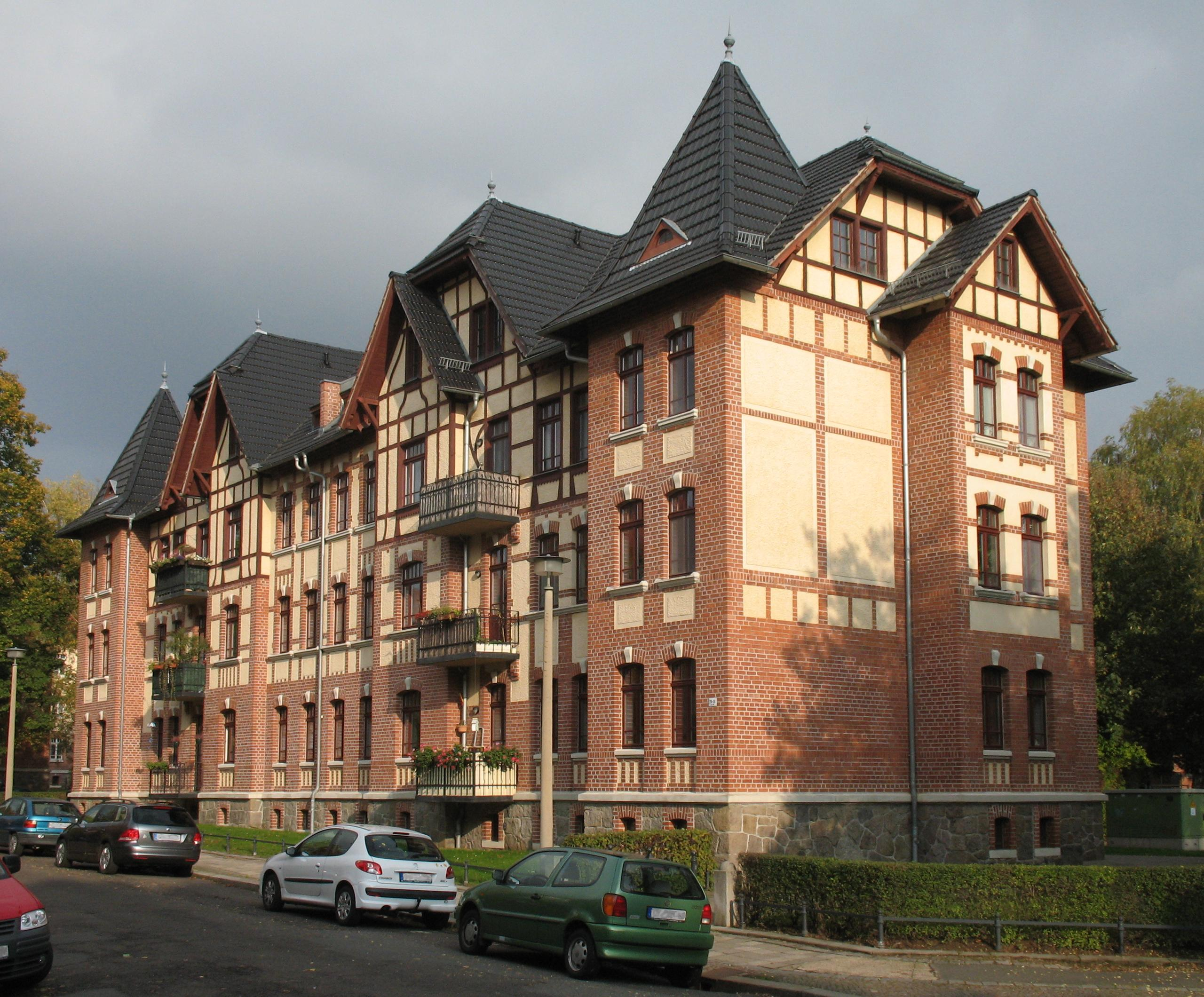
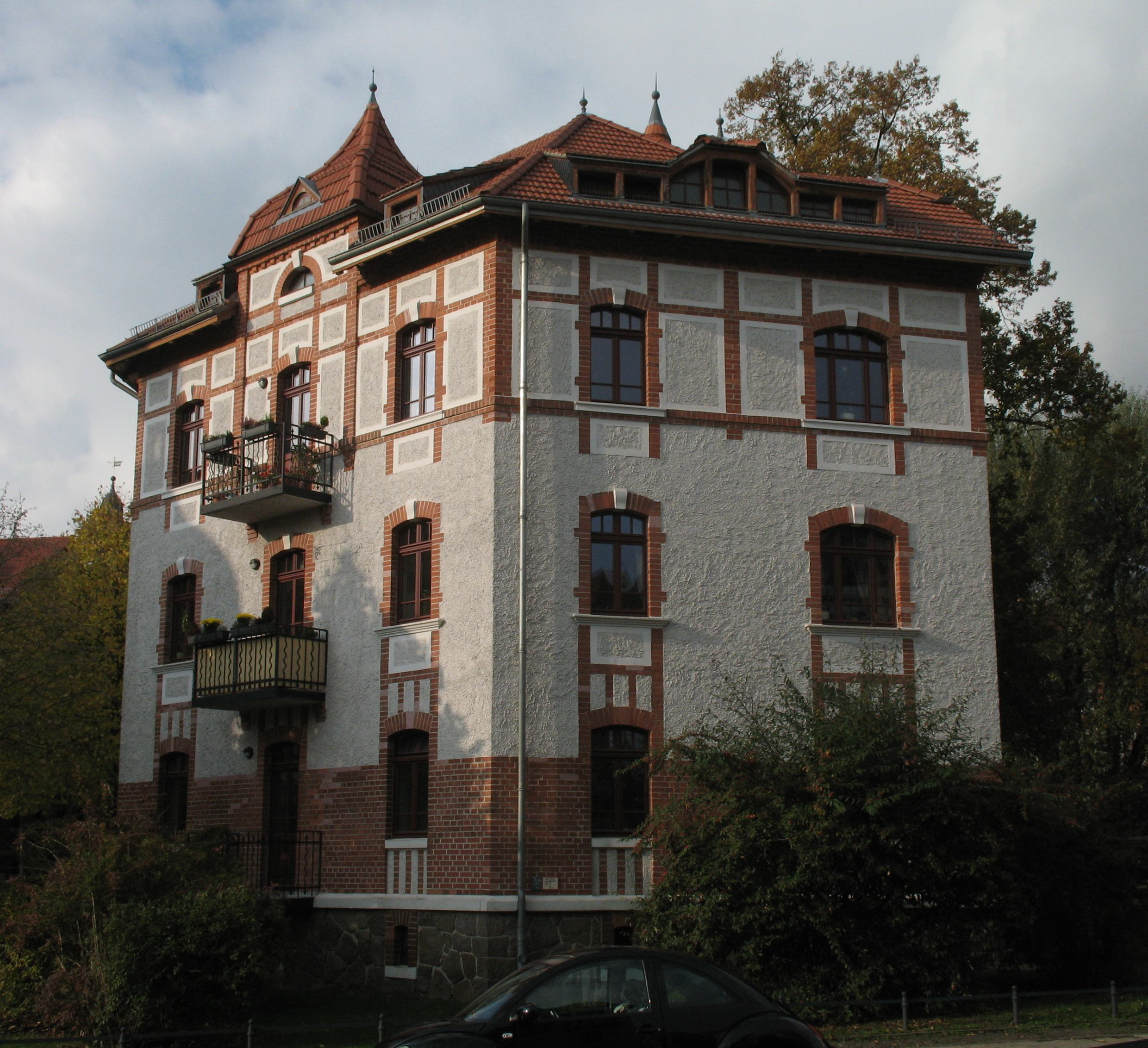
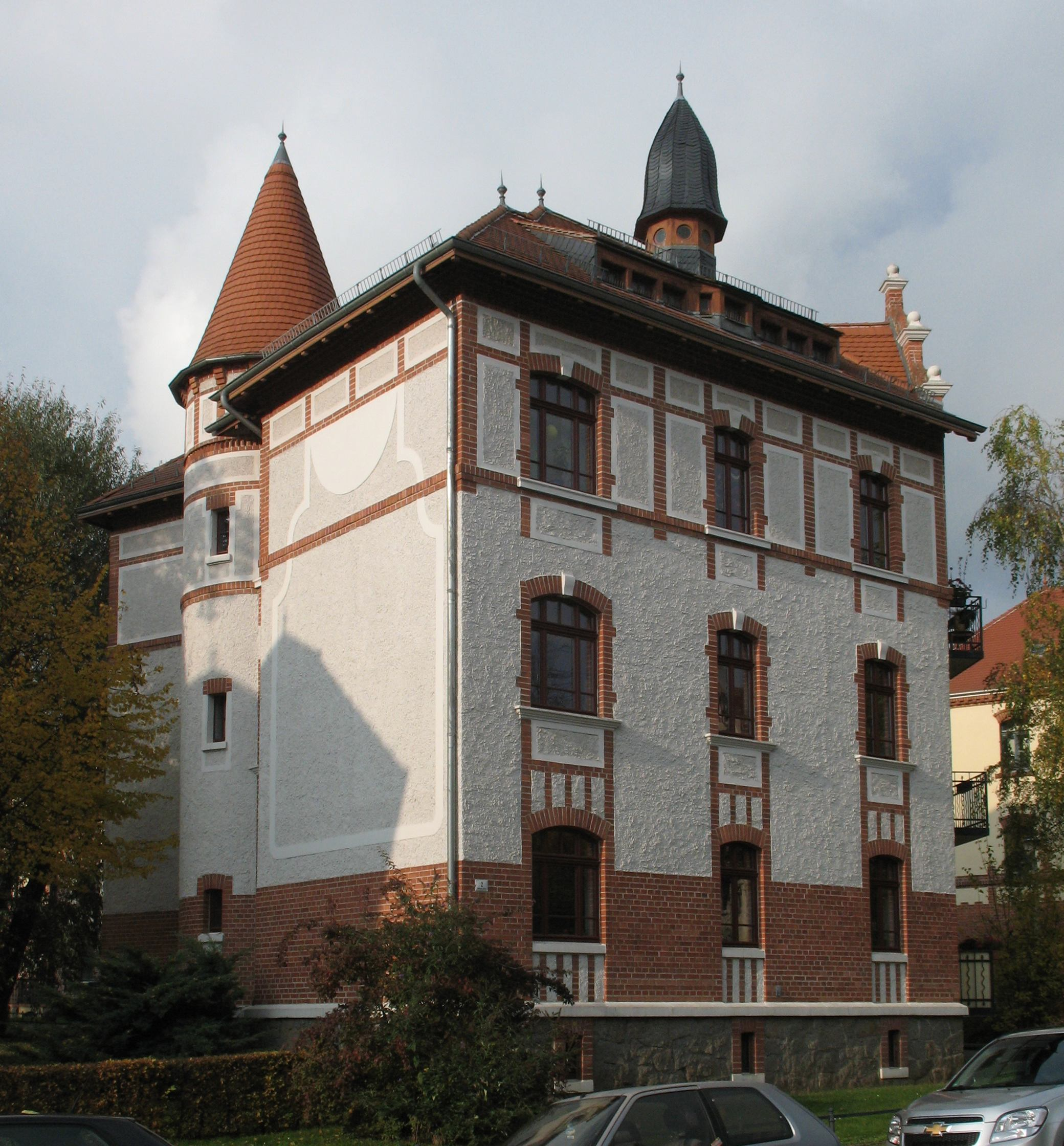
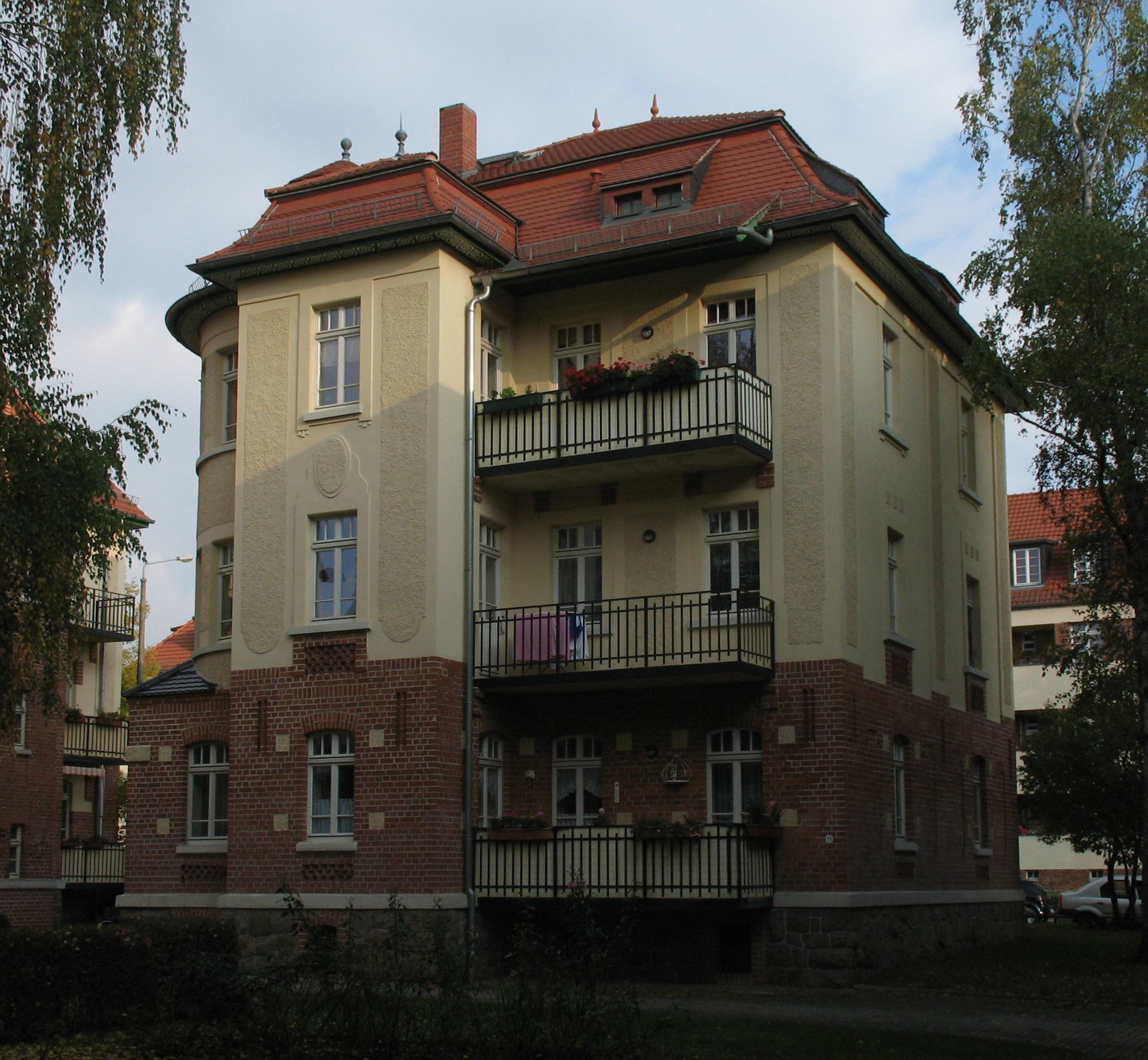

## Economia
Entre les empreses que tenen seu a Leipzig o als voltants cal destacar: Amazon, la manufactura de pianos Blüthner: manufactura de pianos, BMW, Porsche, Siemens i DHL a l'aeroport de Leipzig-Halle.

## Llocs d'interés
- Musikbibliothek Peters: col·lecció de manuscrits i edicions de música[3]

## Transports
Leipzig és un nus ferroviari important, tant del nord cap al sud com de l'est cap a l'oest. A pocs quilòmetres de la ciutat hi ha dos aeroports: el de Leipzig-Halle i el d'Altenburg-Nobitz.

## Fills il·lustres
- Carl Ferdinand Becker (1804-1877) compositor musical.
- Friedrich Wilhelm Zachau (1663-1712) organista i compositor.
- Alfred Richter (1846-1919) compositor i musicògraf.
- Clara Schumann (1819-1896) pianista i compositora.
- Abraham Gotthelf Kästner (1719-1800) matemàtic i epigramatista.
- Richard Wagner (1813-1883) compositor.
- Heinrich Zöllner (1854-1941) compositor i director d'orquestra.
- Karl Ludwig Drobisch (1803-1854) compositor i director d'orquestra.
- Bernard Katz (1911-2003) metge, Premi Nobel de Medicina o Fisiologia de l'any 1970.

## Ciutats agermanades
- Addis Abeba, Etiòpia (2004)
- Birmingham, Regne Unit (1992)
- Bolonya, Itàlia (1962)
- Brno, República Txeca (1973)
- Frankfurt del Main, Alemanya (1990)
- Hannover, Alemanya (1987)
- Houston, Texas, EUA (1993)
- Kíev, Ucraïna (1961)
- Cracòvia, Polònia (1973)
- Lió, França (1981)
- Nanjing, Xina (1988)
- Salònica, Grècia (1984)
- Travnik, Bòsnia i Hercegovina (2003)